# Amphilaphis plumacea
Amphilaphis plumacea is een zachte koraalsoort uit de familie Primnoidae. De koraalsoort komt uit het geslacht Amphilaphis. Amphilaphis plumacea werd in 1911 voor het eerst wetenschappelijk beschreven door Thomson & Mackinnon. 